# Internationale Cricket-Saison 1971/72
Die internationale Cricket-Saison 1971/72 fand zwischen November 1971 und März 1972 statt. Als Wintersaison wurden vorwiegend Heimspiele der Mannschaften aus Südasien, der Karibik und Ozeanien ausgetragen.

## Überblick

### Internationale Touren
| Beginn           | Heimteam    | Auswärtsteam | Resultate | Artikel |
| Beginn           | Heimteam    | Auswärtsteam | Test      | Artikel |
| ---------------- | ----------- | ------------ | --------- | ------- |
| 16. Februar 1972 | West Indies | Neuseeland   | 0–0 [5]   | Artikel |

### Internationale Touren (Frauen)
| Beginn           | Heimteam   | Auswärtsteam | Resultate | Artikel |
| Beginn           | Heimteam   | Auswärtsteam | WTest     | Artikel |
| ---------------- | ---------- | ------------ | --------- | ------- |
| 5. Februar 1972  | Australien | Neuseeland   | 0–1 [1]   | Artikel |
| 25. Februar 1972 | Südafrika  | Neuseeland   | 0–1 [3]   | Artikel |

## Nationale Meisterschaften
Aufgeführt sind die nationalen Meisterschaften der Full Member des ICC.
| Land                         | First-Class                 | List A                                               |
| ---------------------------- | --------------------------- | ---------------------------------------------------- |
| Australien                   | Sheffield Shield 1971/72    | Coca-Cola Australasian Knock-out Competition 1971/72 |
| Indien                       | Ranji Trophy 1971/72        |                                                      |
| Duleep Trophy 1971/72        |                             |                                                      |
| Irani Trophy 1971/72         |                             |                                                      |
| Neuseeland                   | Plunket Shield 1971/72      | New Zealand Motor Corporation Knock-Out 1971/72      |
| Pakistan                     | Quaid-e-Azam Trophy 1971/72 |                                                      |
| BCCP Patron’s Trophy 1971/72 |                             |                                                      |
| Südafrika                    | Currie Cup 1971/72          | Gillette Cup 1971/72                                 |
| Dadabhay Trophy 1971/72      |                             |                                                      |
| West Indies                  | Shell Shield 1971/72        |                                                      |